# Kempele
Kempele è un comune finlandese di 19300 abitanti, situato nella regione dell'Ostrobotnia Settentrionale.